# 1 Pomorski Pułk Artylerii Ciężkiej
1 (201) Pomorski Pułk Artylerii Ciężkiej (1 pac) – oddział artylerii ciężkiej Wojska Polskiego we Francji.
Pułk został sformowany według etatu francuskiego, jako jednostka organicznej artylerii 1 Dywizji Grenadierów. Według numeracji francuskiej oddział nosił nazwę – 201 Pułk Artylerii Ciężkiej.

## Formowanie i zmiany organizacyjne
W początkowych dniach grudnia 1939 roku utworzono w obozie Coëtquidan dywizjon specjalny artylerii pod dowództwem mjr Kazimierza Skrzywana. W ramach tego dywizjonu przystąpiono do organizowania kadr i zawiązków 1 pułku artylerii lekkiej i 1 pułku artylerii ciężkiej dla rozpoczynającej formowanie 1 Dywizji Piechoty. 9 grudnia 1939 r. do dywizjonu dostarczono 10 armat 75 mm i 2 haubice 155 mm i przystąpiono do szkolenia artylerzystów. 30 grudnia ukazał się rozkaz dowódcy dywizji płk. dypl. Zygmunta Bohusza-Szyszko o formowaniu na bazie części dywizjonu specjalnego, 1 pułku artylerii ciężkiej.Rejonem formowania pułku było miasteczko Augan i okolica. W tworzonym pułku oficerowie wywodzili się niemal w całości z Polski, większość podoficerów również, natomiast 30% szeregowych spośród ochotników przybyłych z kraju. Pozostali wywodzili się z poborowych z Polonii zamieszkałej we Francji i Belgii. W okresie od 16-18 kwietnia 1940 roku pułk został przewieziony do strefy frontowej w Lotaryngii rozmieszczono go w Rainville. Podczas wizyty w dywizji Naczelnego Wodza gen. Władysław Sikorskiego 3 maja 1940 roku pułk otrzymał pełną nazwę "201 Pomorski Pułk Artylerii Ciężkiej", nazwa ta zostały zatwierdzone rozkazem NW z dnia 1 czerwca 1940 r. 15 maja pułk wraz z dywizją został przesunięty na zaplecze frontu francuskiej 4 Armii, zajmując rejon miejscowości Remereville-Hoeville. W wyposażeniu pułku brakowało przyrządów optyczno-pomiarowych, broni plot, sprzętu łączności. Otrzymano amunicję i prowadzono strzelania i ćwiczenia, w tym manewrowe. 24 maja pułk wraz z resztą artylerii dywizyjnej pod dowództwem gen. R. Niemiry przeszedł do dyspozycji francuskiego XX Korpusu, na odcinku Sarre.

## Działania bojowe
Artyleria dywizyjna została podzielona na dwa zgrupowania, w zgrupowaniu "O" pod dowództwem ppłk Onacewicza znalazł się dywizjon I/201 pac i dowództwo pułku, natomiast w zgrupowaniu "B" dywizjon II/201 pac. Zgrupowania zajęły stanowiska ogniowe w nocy 27/28 maja 1940 roku w rejonach: zgrupowanie "O" w Diffenbach les Hellimer, zgrupowanie "B" we Fremestroff, a od 7 czerwca II/201 pac przesunięto do rejonu St. Jean-Rohrbach. Od 31 maja 1940 roku pułk przystąpił do walki uczestnicząc w trzydniowym pojedynku artyleryjskim w rejonie Bois-de-Vitz. Dodatkowo dywizjon I ostrzeliwał piechotę niemiecką z wozami pancernymi na pozycji Puttelange. W wyniku skutecznego i silnego ognia nieprzyjaciel zmuszony był opuścić miasto St. Avold. Na wyróżnienie sprzymierzeńców francuskich zasłużył pułk prowadząc ogień obserwowany w odróżnieniu od ciężkiej artylerii francuskiej. Od 4 do 10 czerwca z tych samych stanowisk ogniowych pułk prowadził ostrzał wykrytych celów na liniach i zapleczu niemieckim. Od 11 do 13 czerwca pułk prowadził intensywny pojedynek artyleryjski z przygotowującą się do natarcia artylerią niemiecką. Dywizjony ciężkie wraz z francuską artylerią dalekosiężną prowadziły ześrodkowania i nawały ogniowe na wykryte stanowiska artylerii wroga. Pułk był intensywnie atakowany przez wrogie lotnictwo tracąc poległych 50 żołnierzy i 300 koni. 14 czerwca wojska niemieckie przy niezwykle silnym wsparciu ogniowym artylerii i lotnictwa przystąpiły do natarcia. W pojedynkach ogniowych i ogniu kontrbateryjnym prowadzonym przez wrogą artylerię zostały ostrzelane jednocześnie wszystkie baterie pułku, tracąc do godziny 8.00, 4 haubice. Po uzyskaniu powodzenia wojska niemieckie rozpoczęły likwidację obrony francuskich wojsk fortecznych i 52 DP.  Drugorzutowa Polska 1 DGren. zajęła pozycje obronne i w godzinach popołudniowych przyjęła uderzenie i odpieranie niemieckiego natarcia. W nocy 14/15 artyleria dywizyjna powróciła w podporządkowanie macierzystej dywizji zmieniając stanowiska ogniowe. Równocześnie od 15 czerwca pułk prowadził działania opóźniające zmieniając stanowiska ogniowe. W dniach 17 i 18 czerwca dywizja organizowała obronę na linii kanału Marna-Ren w rejonie miejscowości Lagarde. Do wsparcia 2 pułku grenadierów przydzielono II dywizjon, natomiast 3 pułk grenadierów wspierał I dywizjon i jako dowództwo zgrupowania sztab 201 pac. Ponadto ppłk A. Onacewicz dowodził dwoma francuskimi dywizjonami armat 105 mm. Dowódca pułku zajął stanowisko dowódczo-obserwacyjne w Leintrey.  Pułk prowadził w dniu 17 czerwca ognie nękające i ognie zaporowe na podchodzące oddziały niemieckie. Jedynie udzielił silnego wsparcia dla polskiego kontrataku 3 pułku grenadierów i batalionu 1 pułku grenadierów likwidującego uchwycony przyczółek na kanale. 18 czerwca od godz. 6.00 pułk prowadził pojedynek artyleryjski z niemieckimi bateriami tracąc dwie haubice i przodki w II dywizjonie. Nocą 18/19 czerwca pułk wycofał się z piechotą dywizji na pozycję opóźniającą, dokonując reorganizacji i uporządkowania II dywizjonu. 1 Dywizja Grenadierów obsadziła odcinek obrony Baccarat-Merveiller, z przedpola dotarł w dniu 20 czerwca I dywizjon z dowództwem pułku. Tego dnia pułk włączył się do walk prowadząc ogień na podchodzące oddziały nieprzyjaciela. Nocą 20/21 czerwca dywizja prowadząc walki odwrotowe zajęła rubież Raon l'Ètape. Rano o godz. 8.00 dowódca dywizji polecił nadać sygnał "4444", na który nastąpiło zniszczenie uzbrojenia i rozproszenie żołnierzy pułku. Za udział w kampanii odznaczonych zostało Krzyżem Srebrnym VM V Kl. 9 żołnierzy, Krzyżem Walecznych 114 żołnierzy, ZKZ z M 2 żołnierzy, SKZ z M - 5 żołnierzy, BKZ z M ok. 30 żołnierzy. 

## Organizacja i obsada personalna pułku
Organizacja i obsada personalna pułku
Dowództwo
- dowódca – ppłk dypl. Aleksander Onacewicz[1]
- szef sztabu – mjr Jerzy Kamiński
- adiutant – por. Roman Badior
- oficer łącznikowy armii francuskiej – mjr Pierre Lalanne

bateria dowodzenia
- dowódca baterii dowodzenia – kpt. Stanisław Zmitrowicz[10]

I dywizjon
- dowódca I dywizjonu – mjr Juliusz Gromczakiewicz[1]
- zastępca dowódcy dywizjonu – mjr Antoni Pajdo
- lekarz dywizjonu – por. lek. Bronisław Ciszewski
- lekarz weterynarii – kpt. lek. wet. dr Tadeusz Kobusiewicz
- dowódca 1 baterii – por. Stanisław Karnarzycki
- dowódcy 2 baterii – kpt. Tadeusz Kawczyński
- dowódca 3 baterii – kpt. Jerzy Bryliński

II dywizjon
- dowódca II dywizjonu – mjr dypl. Kazimierz Skrzywan[1]
- zastępca dowódcy dywizjonu – kpt. Grabiański
- dowódca 4 baterii – kpt. dypl. Wacław Chrząstowski
- dowódca 5 baterii – kpt. Józef Jaźkiewicz
- dowódca 6 baterii – por. Bernard Zieliński